# ابوبکر خمیس
ابوبکر کاکی خمیس (زادهٔ ۲۱ ژوئن ۱۹۸۹) دونده دو نیمه‌استقامت، و ورزشکار دو و میدانی اهل سودان است.
او دارنده مدال نقره مسابقات جهانی دو و میدانی ۲۰۱۱ در ماده ۸۰۰ متر است.